# MIDI-контроллер

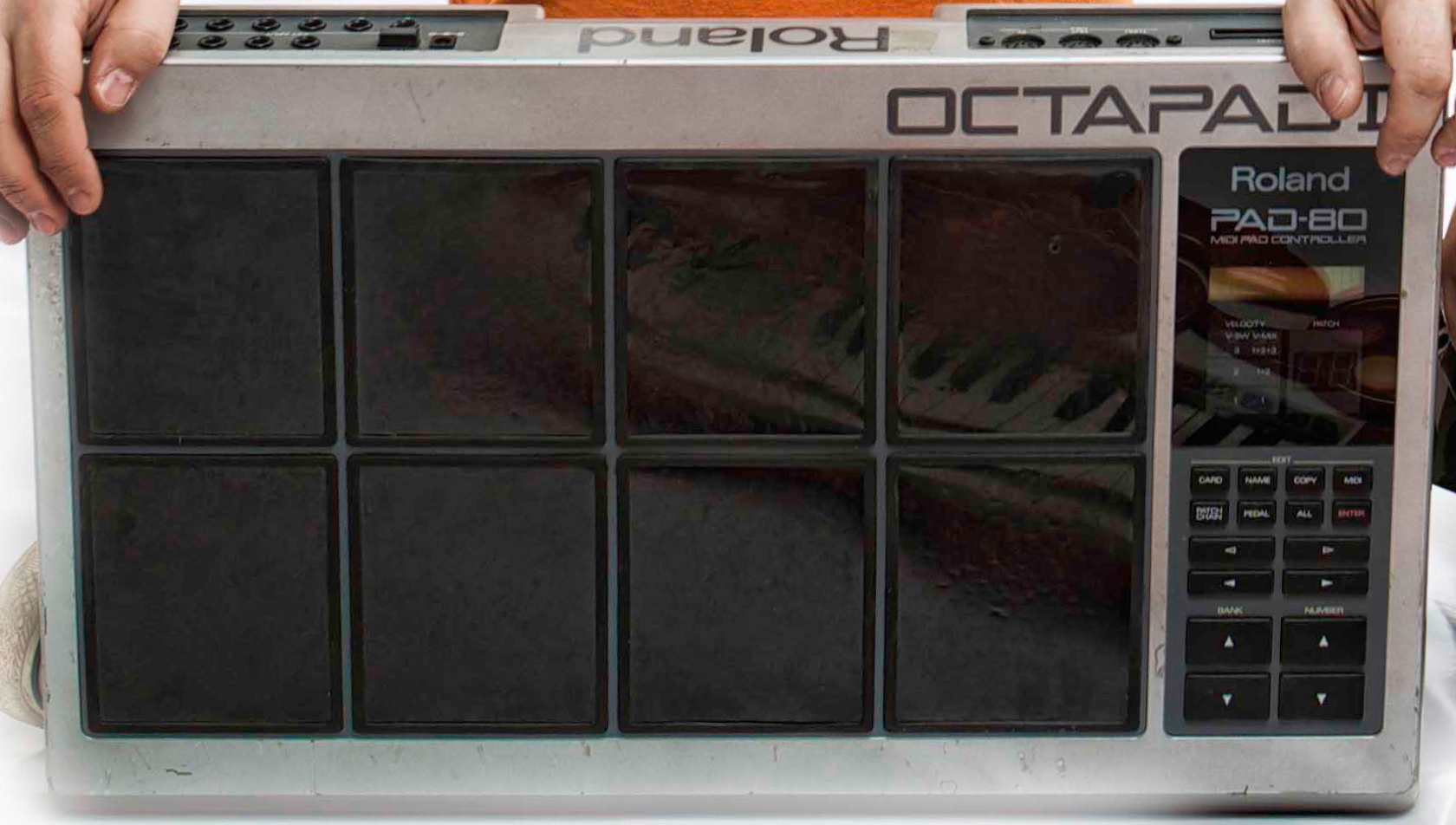
Контроллер перкуссии/ударных Roland Octapad II Pad-80 (1989)

MIDI-контроллер — устройство, преобразующее определённый физический процесс в набор цифровых команд формата MIDI. Физическим процессом может являться всё, что угодно — от нажатия пальцем на клавишу до поворота ручки громкости. Полученный поток команд передаётся посредством протокола MIDI другим устройствам — компьютеру, аппаратным семплерам, синтезаторам или внешним секвенсорам и расшифровывается там определённым образом.

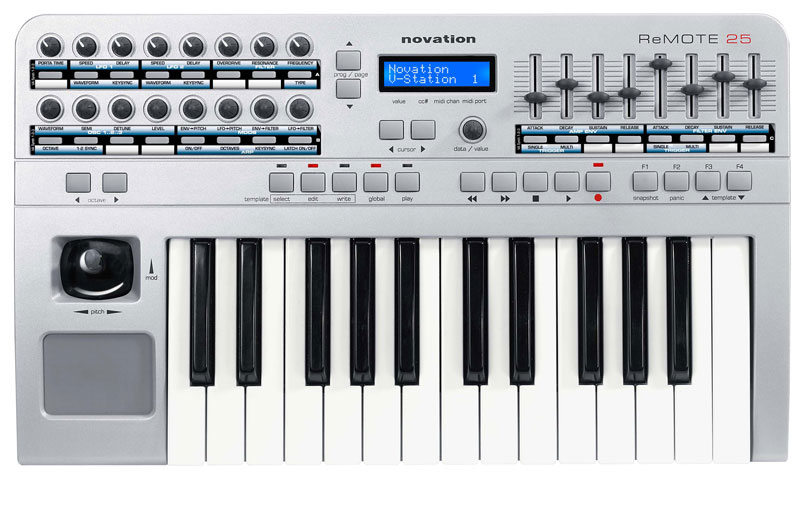
Двухоктавные MIDI контроллеры из-за своей портативности очень часто используются в тандеме с лэптопами. В этом устройстве множество контроллеров, с помощью которых в реальном времени можно управлять различными параметрами звукового оформления компьютерных или автономных аппаратных инструментов, эффектов, микшеров и записей

Наиболее распространённым типом MIDI-контроллера является MIDI-клавиатура — электронный аналог клавиатуры фортепиано. Также существует множество других типов контроллеров — панели с наборами ручек, датчики для электрогитары и специальные MIDI-гитары, электронные ударные установки, другие инструменты (например, баян, аккордеон или континуум).